# Изенгьен, Бальтазар-Филипп де Ганд-Вилен
Бальтазар-Филипп де Ганд-Вилен (фр. Balthazar-Philippe de Gand-Vilain; 1616 — 27 февраля 1680), граф, затем князь д'Изенгьен и де Мамин — государственный и военный деятель Испанской империи.

## Биография
Второй сын Филиппа-Ламораля де Ганд-Вилена, графа д'Изенгьен, и Изабо-Маргериты де Мерод. Наследовал бездетному старшему брату Максимильену II.
Граф де Мидделбург и Онни, виконт города и шателении Ипра, барон де Рассенгьен, де Круазий, де Глажон, сеньор городов Ланнуа, Ваетен и Шарлеруа, дворянин палаты Филиппа IV.
В 1644 году пожалован королем в рыцари ордена Золотого руна.
Жалованой грамотой короля Испании 1 августа 1652 сеньория Мамин, к которой был присоединен ряд земель графства Алст и Дендермонде, была возведена в ранг княжества для Бальтазара-Филиппа и его потомков. В этом документе король признавал, что Гентский дом восходит к старинным герцогам Саксонским, от которых в этой стране пошла ветвь графов, принцев и шателенов Гента и графства Алст. 14 октября того же года князь был назначен статхаудером Гелдерна и графства Зютфен.
Также Филипп IV назначил Балтазара-Филиппа генералом кавалерии в армии Эстремадуры, действовавшей против восставших португальцев.
В качестве дуайена ордена Золотого руна принял в его состав многих новых рыцарей.

## Семья
Жена: Луиза Энрикес де Сармьенто-и-Сальватьерра, дочь Диего Сармьенто де Сотомайора, 1-го графа де Сотомайора, и Леоноры де Луна-и-Сармьенто
Дети:
- Жан-Альфонс де Ганд-Вилен (13.07.1655—6.07.1687), князь д'Изенгьен. Жена (10.02.1677): Мари-Тереза де Креван д'Юмьер, дочь Луи де Кревана, герцога д'Юмьера, маршала Франции, и Луизы-Антуанетты-Терезы де Лашатр
- Шарль-Франсуа де Ганд-Вилен
- Мари-Тереза де Ганд-Вилен (ум. 1714). Муж 1) (1665): Франсуа-Филипп де Мелён, маркиз де Ришбур (ум. 1690); 2 (25.07.1690): граф Жан-Доминик де Мальдегем (1662—1747)
- Элеонора де Ганд-Вилен (ум. 1709). Муж: Шарль-Жозеф де Жош, граф де Мастен (1642—1700)
- Изабелла де Ганд-Вилен. Муж: Фернандо де Толедо, маркиз де Вальпараисо
- Луиза де Ганд-Вилен. Муж: Альфонсо де Солис-и-Вальдеррабано, 2-й герцог де Монтеллано (ок. 1665—1717)